# Gui Deodato
Guilherme Pereira Deodato (Bauru, 2 de junho de 1991) é um jogador brasileiro de Basketball. Atualmente, é jogador do Flamengo.

## Estatísticas

### Temporada regular do NBB
| Ano      | Equipe | PJ  | MPJ  | 2P    | 3P   | LL   | RT  | AS  | BR  | TO | PPJ  |
| -------- | ------ | --- | ---- | ----- | ---- | ---- | --- | --- | --- | -- | ---- |
| 2008-09  | Bauru  | 13  | 3.8  | .667  | .200 | .500 | 0.8 | 0.2 | 0.2 | .1 | 1.2  |
| 2009-10  | Bauru  | 7   | 4.4  | 1.000 | .0   | .500 | 1.1 | 0.6 | 0.6 | .1 | 0.7  |
| 2010-11  | Bauru  | 21  | 5.5  | .750  | .313 | .0   | 0.9 | 0.3 | 0.1 | .1 | 1.6  |
| 2011-12  | Bauru  | 28  | 19.8 | .597  | .311 | .656 | 1.5 | 1.3 | 1.0 | .2 | 6.8  |
| 2012-13  | Bauru  | 34  | 29.3 | .629  | .427 | .609 | 2.4 | 1.6 | 1.1 | .3 | 11.4 |
| Carreira |        | 103 | 12.6 | .728  | .250 | .453 | 1.3 | 0.8 | 0.6 | .2 | 4.3  |

### Playoffs do NBB
| Ano      | Equipe | PJ | MPJ  | 2P   | 3P   | LL   | RT  | AS  | BR  | TO | PPJ  |
| -------- | ------ | -- | ---- | ---- | ---- | ---- | --- | --- | --- | -- | ---- |
| 2008-09  | Bauru  | 1  | 3.5  | .0   | .0   | .0   | .0  | .0  | .0  | .0 | .0   |
| 2009-10  | Bauru  | 3  | 10.1 | .333 | .400 | .500 | 1.0 | 0.7 | 0.3 | .3 | 3.0  |
| 2010-11  | Bauru  | 7  | 6.1  | .500 | .429 | .0   | 0.9 | 0.4 | 0.4 | .2 | 1.6  |
| 2011-12  | Bauru  | 6  | 18.5 | .429 | .261 | .429 | 1.7 | 0.8 | 1.0 | .0 | 5.5  |
| 2012-13  | Bauru  | 8  | 34.2 | .500 | .320 | .750 | 2.5 | 1.3 | 1.1 | .3 | 10.1 |
| Carreira |        | 25 | 14.5 | .352 | .282 | .336 | 1.2 | 0.6 | 0.4 | .1 | 5.4  |

## Prêmios e honras

### NBB
- NBB Jogador Mais Evoluído: 2012, 2013
- NBB Jogador Revelação: 2012
- NBB Torneio de Enterradas: 2012, 2013